# 헤로데 1세

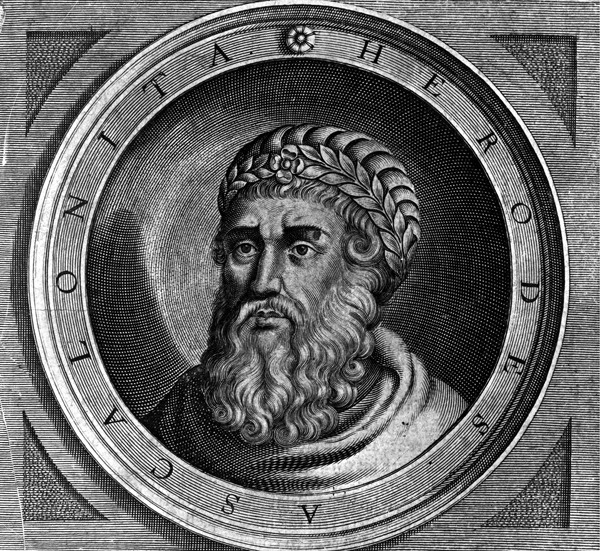
헤로데 1세

헤로데 1세(히브리어: הוֹרְדוֹס 호르도스, 그리스어: ἡρῴdης, 라틴어: Herodes I, 기원전 73년경 ~ 기원전 4년) 또는 헤로데 대왕(그리스어: Ἡρῴδης ὁ Μέγας, 라틴어: Herodes Magnus, 영어: Herod the Great), 헤롯(개역한글판)은 로마 제국 시대에 유대 지방에 분봉된 왕, 즉 로마 제국이 유대를 간접 지배하기 위해 유대의 왕으로 임명한 자이다. 그에 관한 역사 기록은 극적으로 다르다. 그는 유대 전역에 자신의 거대한 건축 프로젝트를 진행해서 남겼다. 예루살렘의 두 번째 성전(예루살렘 성전)을 증축했고, 가이사랴 (Caesarea Maritima) 항구를 건축했고, 이외에 마사다 요새 , 그리고 헤로듐(Herodium)을 세웠다. 그에 관한 중요한 사항은 기원후 1세기 로마-유태인 역사가 요세푸스의 작품에 기록되어 있다. 헤롯은 또한 유대의 통치자로서 마태오 복음서 제2장에 나오는, 예수의 탄생을 지우기 위해 어린이 학살을 명령했다. 새로운 귀족 왕조를 세웠지만, 자신의 성공에도 불구하고, 그는 여전히 여러 역사학자들의 비판을 받고 있다. 그의 통치에 관해, 학자들과 역사가들의 의견은 완전히 양분되어 있다. 일부는 그가 남긴 업적을 성공의 증거로 보지만, 다른 일부는 그의 폭정적 통치를 연상시킨다고 해석한다.

## 생애

### 유대인의 왕

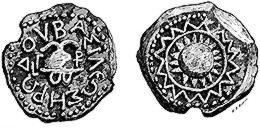
바실레우스 헤로데(ΒΑΣΙΛΕΩΣ ΗΡΩΔΟΥ, Basileōs Hērōdou)라는 비문이 새겨진 구리 동전

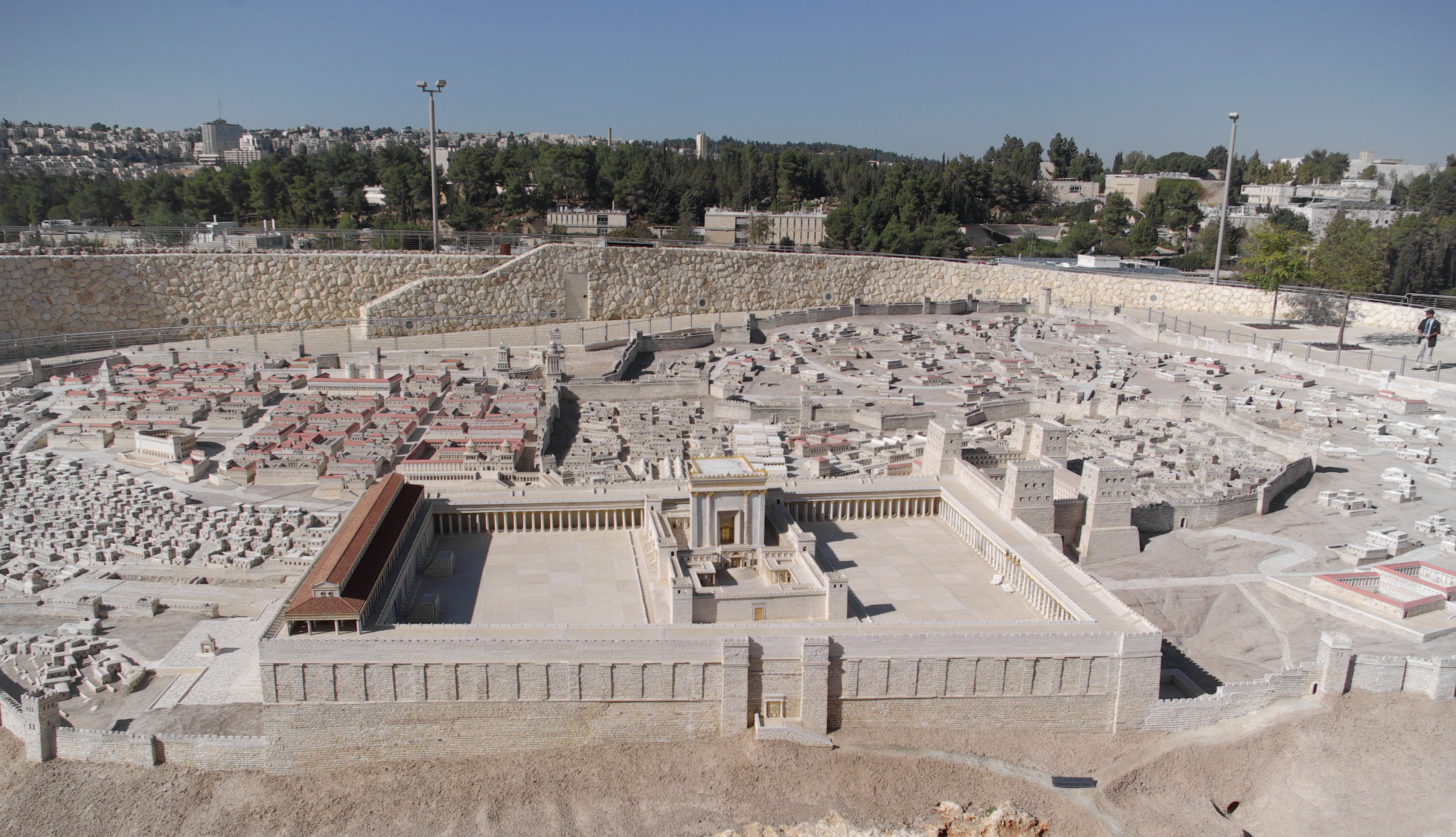
헤로데의 사원이라고도 불리는 제2성전의 모형

헤로데의 아버지는 이도메네아의 안티파트로스, 어머니는 나바테아 왕국의 페트라의 공주 키프로스로 헤로데는 이들 사이에서 태어난 둘째 아들이며, 그의 가문은 이도메네아의 부유하고 유력한 가문이었다. 이도메네아(이두매, 에돔)는 유대 남쪽의 지역이며, 마카베오 가문의 요한 히르카노스에 의해 정복당한 후 유대교로 개종했다. 한글성서에서는 이도메네아 지방을 이두매(개역한글판, 개역개정판, 표준새번역) 또는 에돔(공동번역성서)으로 번역했는데 그 이유는 “에돔”을 헬라어로 “이두매”라고 하기 때문이다. 영어 성서에서는 이두메아(Idumea, NIV와 NASB), 이두마에아(Idumaea, KJV)라고 한다. 따라서 헤로데는 유대인이 아니라, 에돔에서 태어난 외국인이었고, 이는 유대 사람들이 헤로데를 싫어하는 원인이 되었다. 그래서 헤로데는 유대 사람들의 마음을 얻고자, 솔로몬 왕 시대의 영광이 담긴 예루살렘 성전을 다시 세우고, 로마 군인들이 함부로 드나들지 못하도록 하는 유대교 우대정책과 수도시설 개선사업을 실시했다.
안티파트로스는 폼페이우스나 카시우스와 같은 로마의 유력자들과 좋은 관계를 유지하고 기원전 47년 유대의 지방행정관으로 임명되었고 25살이던 아들 헤로데를 갈릴래아의 총독으로 임명했다.
기원전 43년 아버지 안티파트로스가 의문의 독살을 당하자 그는 암살자를 처형하고 돌아와 당시 명목상 유대의 왕가였던 하슈모나이 왕국의 공주 마리암의 청혼을 받았다. 당시 마리암은 아직 10대였으나 헤로데는 첫 번째 부인인 도리스와 3살 난 아들 안티파트로스(헤로데의 아버지의 이름과 같음)를 버리고 마리암과 결혼했다. 헤로데는 대제사장 시몬의 딸 마리안을 후궁으로 삼아 아들 필립포스 1세를 낳기도 했다. 이렇게 전통적인 유대교 제사장(사제) 가문과 결합하였다.
기원전 40년 하슈모나이 왕국의 안티고노스와 파르티아가 유대를 침공하자 그는 로마로 도망쳤고 거기서 로마 원로원으로부터 “유대인의 왕”의 칭호를 받았고 기원전 37년 유대로 돌아와 안티고노스를 이기고 집권한 이래 34년간 유대를 다스렸다.
마르쿠스 안토니우스와 옥타비아누스 사이의 내전 당시 헤로데는 안토니우스를 지원했으나 나중에 옥타비아누스가 승리하자 로도스섬에 있던 옥타비아누스를 만나 충성을 맹세하고 “유대인의 왕”의 지위를 다시 한 번 인정받았다.
요세푸스에 따르면, 헤로데는 마리암을 깊이 사랑하는 한편 또 질투에 눈이 멀어 그녀를 간통죄로 처형했는데, 여기에 그의 여동생인 살로메가 '마리암'을 모함한 것을 헤로데가 그대로 믿었기 때문이다. 마리암의 처형 이후 장모 알렉산드라는 헤로데가 정신적으로 문제가 있다고 주장하며 자신을 여왕으로 선포했는데 결국 실패하였고 헤로데는 그녀를 재판없이 죽였다.

### 치세와 업적
많은 기독교인들이 복음서에 묘사된 대로 헤로데를 잔인하고 음흉한 광기어린 군주로만 생각하는 경향이 많지만, 그는 도시를 건설하고 농업을 장려하여 유대의 경제적 기반 확충에 힘쓴 선견적인 통치자이기도 했다.
기원전 25년에는 유대 지방에 대가뭄으로 기근이 나자 이집트로부터 곡물을 수입하고 세금을 감면해 주었다.
헤로데는 자기 영토에 일종의 건축붐을 일으키고 많은 도시와 요새를 건설했다.
예루살렘에 수도시설을 정비하고 새로이 왕궁을 건설하고 국경에 마사다와 같은 요새를 새로이 정비하기도 했다. 또한 당시에 배를 건조하는 데 꼭 필요했던 아스팔트를 사해에서 추출하여 이집트의 클레오파트라와 배분하여 독점하였고 아우구스투스로부터 키프로스의 구리 광산을 임대하여 돈을 벌어들였다.
당시에 그가 건설한 도시로 유명한 것은 카이사레아 마르티아와 그 항구, 그리고 옛 사마리아의 유적 위에 세워져 아우구스투스에게 봉헌된 세바스테인데 카이사레아는 나중에 유대가 로마의 직할령이 된 후 그 지역의 수도가 되었다.
또한 유대인이 솔로몬 시대의 영광을 추억하면서 가장 소중히 여기던 예루살렘 성전을 더 크고 화려하게 재건했는데 이것을 헤로데의 성전 또는 그냥 두 번째 성전이라고 부른다.
헤로데는 그외에 다마스쿠스, 안티오크, 로도스 등에 수많은 건물을 지었고, 로마의 극장과 원형경기장을 짓는 등 유대 전통과 맞지 않는 이교적인 일을 많이 했다. 올림픽 경기를 재정적으로 지원하고 그 주관자가 되기도 했다. 이 때문에 유대 지역에서는 헤로데에 대한 반감을 가진 유대인이 많았는데 메시아가 도래하면 헤로데의 통치가 끝날 것이라고 주장하는 바리사이파가 그 대표적인 예이다.
반면 그는 그리스-로마인들이나 유대 지역 외의 유대인에게는 대체로 좋은 평가를 받았고, 아나톨리아와 크레네에 사는 유대인의 보호자로 자처하기도 하였다.

### 죽음과 후계 문제

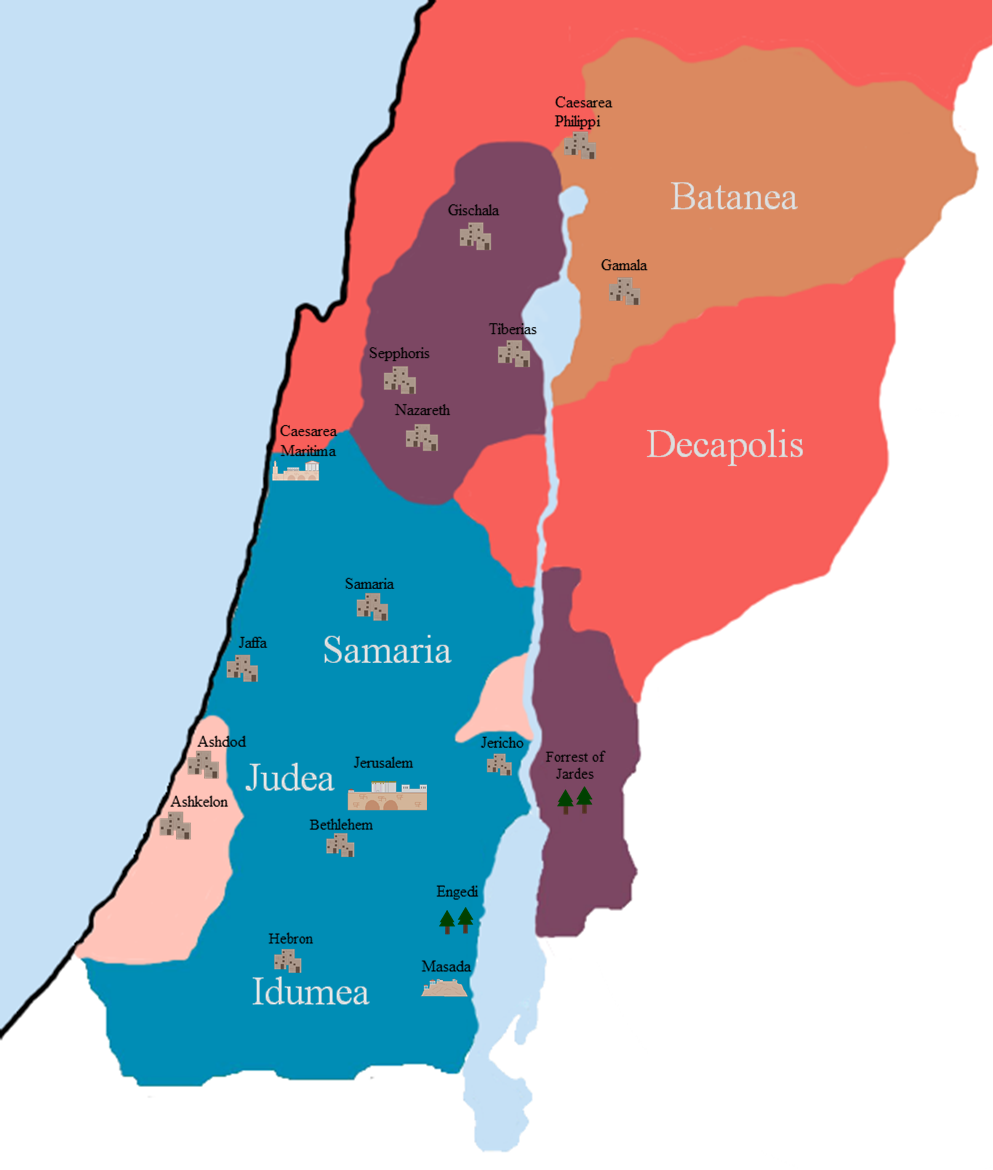
헤로데 왕국의 분열
헤로데 아르켈라오스의 영역
헤로데 안티파스의 영역
헤로데 빌립보의 영역
살로메 1세의 영역인 얌니아

헤로데의 가정사는 끊임없는 의심, 모함과 처형으로 얼룩졌다. 그는 여섯 번 결혼했는데 그중에서 가장 사랑했던 부인 마리암을 죽였고 그녀 사이에서 태어난 두 아들과 장모까지도 죽여 버렸다. 그는 정신적으로나 육체적으로 큰 고통 속에서 살았으며 정서적으로 불안해 했다. 후계자 문제를 두고 수차례 유언을 번복하기도 하고 결국, 왕위를 물려주려던 맏아들 안티파트로스를 재판에 올려서 아우구스투스의 허락하에 처형했다.
요세푸스에 따르면, 그는 기원전 4년 봄에 극심한 고통 속에서 죽었다고 한다. 그는 마지막 유언을 통해 자기 영토를 3명의 아들에게 나누어 주었는데 헤로데 아르켈라오스에게는 자신의 전 영토를 주었고, 헤로데 안티파스에게는 갈릴리(갈릴래아)와 페레아를, 헤로데 빌립보 1세에게는 골란 지역과 베타니아, 트라코니티스를 각각 나누어 주었다. 그러나 이 마지막 유언은 아우구스투스의 허락을 얻지 못했고 결국 세 아들 모두 '왕'의 칭호를 받지 못했다.

## 신약성서에 나타난 헤로데
헤로데는 기독교의 신약성서에서 잠깐 언급이 된다. 신약의 동방박사와 예수의 탄생 이야기에서 유아살해 전승이 그것이다.
1. 예수께서 헤로데 왕 때에 유다 베들레헴에서 나셨는데 그 때에 동방에서 박사들이 예루살렘에 와서 2. "유다인의 왕으로 나신 분이 어디 계십니까? 우리는 동방에서 그분의 별을 보고 그분에게 경배하러 왔습니다." 하고 말하였다. 3. 이 말을 듣고 헤로데 왕이 당황한 것은 물론, 예루살렘이 온통 술렁거렸다. 4. 왕은 백성의 대사제들과 율법학자들을 다 모아놓고 그리스도께서 나실 곳이 어디냐고 물었다. 5. 그들은 이렇게 대답하였다. "유다 베들레헴입니다. 예언서의 기록을 보면, 6. '유다의 땅 베들레헴아, 너는 결코 유다의 땅에서 가장 작은 고을이 아니다. 내 백성 이스라엘의 목자가 될 영도자가 너에게서 나리라.' 하였습니다." 7. 그 때에 헤로데가 동방에서 온 박사들을 몰래 불러 별이 나타난 때를 정확히 알아보고 8. 그들을 베들레헴으로 보내면서 "가서 그 아기를 잘 찾아보시오. 나도 가서 경배할 터이니 찾거든 알려주시오." 하고 부탁하였다. 9. 왕의 부탁을 듣고 박사들은 길을 떠났다. 그때 동방에서 본 그 별이 그들을 앞서 가다가 마침내 그 아기가 있는 곳 위에 이르러 멈추었다. 10. 이를 보고 그들은 대단히 기뻐하면서 11. 그 집에 들어가 어머니 마리아와 함께 있는 아기를 보고 엎드려 경배하였다. 그리고 보물 상자를 열어 황금과 유향과 몰약을 예물로 드렸다. 12. 박사들은 꿈에 헤로데에게로 돌아가지 말라는 하느님의 지시를 받고 다른 길로 자기 나라에 돌아갔다. 13. 박사들이 물러간 뒤에 주의 천사가 요셉의 꿈에 나타나서 "헤로데가 아기를 찾아 죽이려 하니 어서 일어나 아기와 아기 어머니를 데리고 이집트로 피신하여 내가 알려줄 때까지 거기에 있어라." 하고 일러주었다. 14. 요셉은 일어나 그 밤으로 아기와 아기 어머니를 데리고 이집트로 가서 15. 헤로데가 죽을 때까지 거기에서 살았다. 이리하여 주께서 예언자를 시켜 "내가 내 아들을 이집트에서 불러내었다." 하신 말씀이 이루어졌다. 16. 헤로데는 박사들에게 속은 것을 알고 몹시 노하였다. 그래서 사람을 보내어 박사들에게 알아본 때를 대중하여 베들레헴과 그 일대에 사는 두 살 이하의 사내아이를 모조리 죽여버렸다. 17. 이리하여 예언자 예레미야를 시켜, 18. "라마에서 들려오는 소리, 울부짖고 애통하는 소리, 자식 잃고 우는 라헬, 위로마저 마다는구나!" 하신 말씀이 이루어졌다. — 마태오 복음서 제2장 1절에서 18절, 공동번역성서

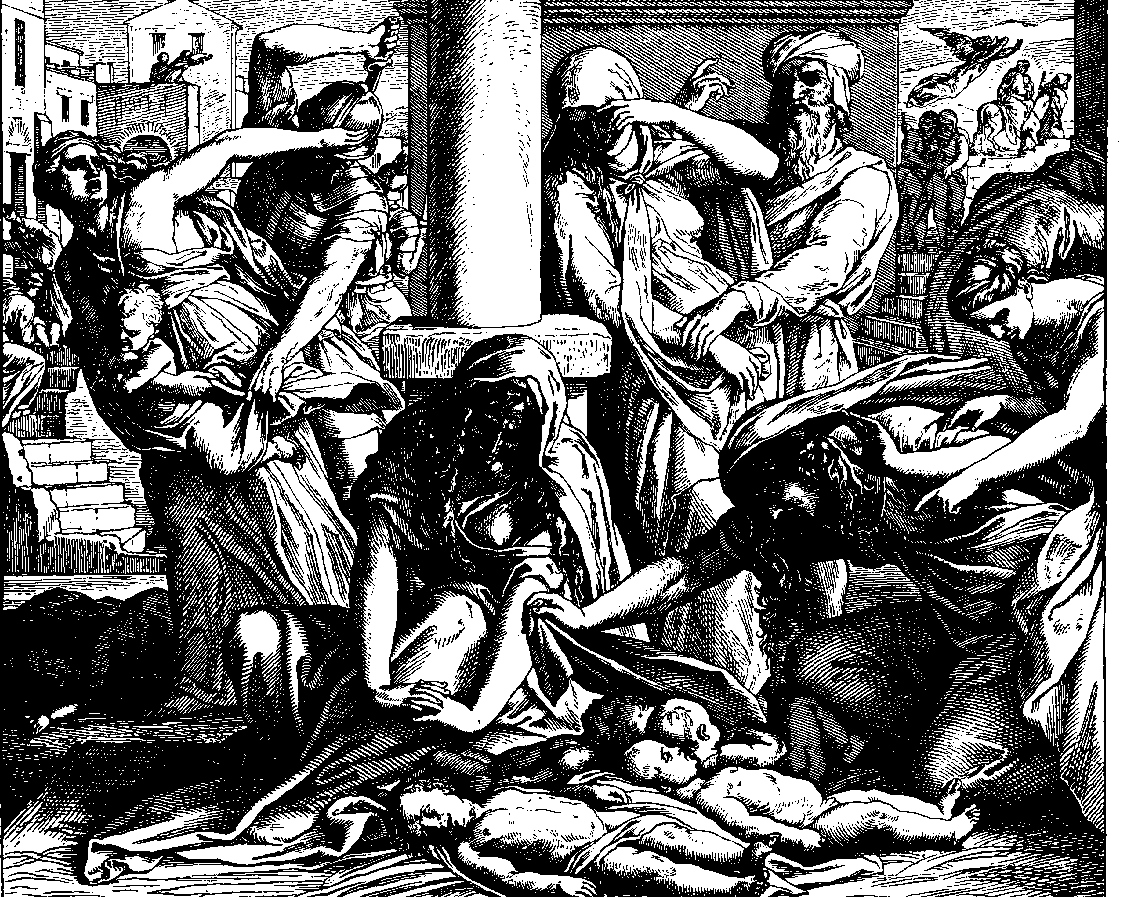
헤롯의 영아학살을 그린 1860년작품

하지만 마태오 복음서의 기록 외에는 다른 복음서나 기록이나 역사 기록에서는 관련 기록이 없기 때문에, 유아학살전승이 실제로 있었던 일인지에 대해서 논란의 소지가 있다. 이에 대해 유아학살 이야기를 역사적 사실로 보는 해석도 있는데, 베들레헴이라는 작은 마을에서 일어난 일에 대해서 역사가들이 관심을 보이지 않았을 것이며, 아내 미리암, 세 아들(알렉산드로스, 아리스토불루스, 안티파트로스)를 죽이라고 할 정도로 잔인한 헤롯의 성품을 생각해 본다면 충분히 유아학살의 만행을 저질렀을 수 있다고 보는 해석이다.(복음주의계열 신약성서학자 도널드 거스리의 견해)
반대로 헤로데의 잔인한 성품과는 별개로 그러한 학살이 근본적으로 일어나지 않았으리라 보기도 한다. 헤로데가 아내와 아들들을 죽였을 때 당시로서는 합법적 수단으로써 죽였는데, 헤로데는 법을 무시하거나 전횡을 일삼는 군주가 아니었음에도, 유독 베들레헴의 유아학살만은 불법적 수단으로써 죽였기 때문에 그 진실성이 의심 받고 있다. 또한 근본적으로 헤로데에게는 살인(사형)에 대한 권한이 없었고, 헤로데가 죽였던 아내나 아들들은 모두 총독의 허가를 받아서 죽였다. 그리고 예수뿐만 아니라 모세의 경우나, 로마의 아우구스투스나 그리스의 알렉산드로스에게도 그와 비슷한 설화가 전해 온다는 점을 들어 허구적 장치일 뿐이라고 말하기도 한다.
마태오복음서의 예수 유년 시절 이야기는 탈출기의 모세 이야기를 연상시킨다. 왜냐하면 예수 시대의 유아학살 이야기와 예수 가족의 이집트 피난 이야기는 모세 이야기와 비슷한 점이 있기 때문이다. 어린이들이 헤로데 대왕에 의해 말살되었다는 이야기는 모세 시대에 이스라엘 남자 어린이들이 파라오의 민족말살정책으로 학살당했다는 이야기와 비슷하다. 또한 예수의 가족이 헤로데의 박해를 피해, 이집트로 피난했다는 이야기는 모세가 강물에 떠다니다가 이집트의 공주에게 발견되어 그의 아들로 키워지다가, 어른이 되어 자신의 동족을 괴롭히는 이집트 사람을 죽였다가 파라오를 피해 이집트와 가나안 사이의 지역인 미디안으로 피난했고 파라오가 죽자 이집트로 돌아왔다는 이야기를 연상시킨다.
신약성서에는 헤로데 대왕보다는 그의 아들 헤로데 안티파스가 세례 요한의 체포와 처형과 관련하여 더 많이 언급이 되고 있다.

## 후손
- 헤로데 아르켈라오스
- 헤로데 안티파스
- 헤로데 필리포스